# Santa María Zacatepec, Puebla
Santa María Zacatepec är en ort i Mexiko.   Den ligger i kommunen Juan C. Bonilla och delstaten Puebla, i den sydöstra delen av landet, 90 km öster om huvudstaden Mexico City. Santa María Zacatepec ligger 2 223 meter över havet och antalet invånare är 12 466.
Terrängen runt Santa María Zacatepec är huvudsakligen platt, men västerut är den kuperad. Terrängen runt Santa María Zacatepec sluttar österut. Runt Santa María Zacatepec är det tätbefolkat, med 286 invånare per kvadratkilometer. Närmaste större samhälle är Puebla de Zaragoza, 19,4 km sydost om Santa María Zacatepec. Trakten runt Santa María Zacatepec består till största delen av jordbruksmark.